# Rivière Magog
Rivière Magog är ett vattendrag i Kanada.   Det ligger i provinsen Québec, i den sydöstra delen av landet, 300 km öster om huvudstaden Ottawa.

## Omgivningar
Runt Rivière Magog är det i huvudsak tätbebyggt. Runt Rivière Magog är det ganska tätbefolkat, med 248 invånare per kvadratkilometer.